# Duninowo
Duninowo (kaszb. Dëninowò, niem. Dünnow) – wieś w północnej Polsce, położona w województwie pomorskim, w powiecie słupskim, w gminie Ustka. Wieś leży przy drodze wojewódzkiej nr 203.
Wieś stanowi sołectwo Duninowo, w którego skład wchodzi również miejscowość Duninówko oraz Kolonia Duninowo.
W latach 1945–1954 i 1973–1976 miejscowość należała i była siedzibą gminy Duninowo, w latach 1954-1972 gromady Duninowo. W latach 1975–1998 miejscowość administracyjnie należała do województwa słupskiego.
W miejscowości działało PGR – Zakład Rolny Duninowo wchodzący w skład Państwowego Gospodarstwa Rolnego Sycewice.
Przez Duninowo przepływa strumień Karwina, który za wsią zmienia nazwę na Pogorzeliczka.
W miejscowości był przystanek kolei wąskotorowej Duninowo.

## Nazwa
Nazwa była wzmiankowana po raz pierwszy w 1628 w swoim niemieckim brzmieniu Dünnow i wywodzi się od antroponimu Duna z dodanym formantem dzierżawczym -owo; rekonstruowana jako *Dunowo. Współczesna forma Duninowo, wprowadzona przez Komisję Ustalania Nazw Miejscowości, to nazwa pseudodzierżawcza wywiedziona od imienia Dunin, mająca wsparcie w fonetyzmie formy niemieckiej.
Rada Języka Kaszubskiego proponuje kaszubską formę nazwy Duninowò.

## Zabytki
- Kościół gotycki pw. Matki Boskiej Częstochowskiej, wcześniej św. Jana Ewangelisty i św. Małgorzaty (1374, przebudowany w XV w.) z wysoką wieżą  i kopulastym hełmem z latarenką, od południa wysoki aneks z XIX w., przy ścianie północnej dwa grobowce rodziny von Frankensteinów. Wystrój XVII-XIX w. z barokową amboną, w kruchcie wielka rycerska płyta nagrobna;
- Zespół dworski z bezstylowym dworem z przełomu XIX i XX w., który posiada wąski, piętrowy ryzalit na osi fasdy[10];
- Budynek bramny z 1790;
- kuźnia, wiatrak i zagrody konstrukcji ryglowej[11].

Kościół pw. Matki Boskiej Częstochowskiej, wcześniej św. Jana Ewangelisty i św. Małgorzaty (1374)
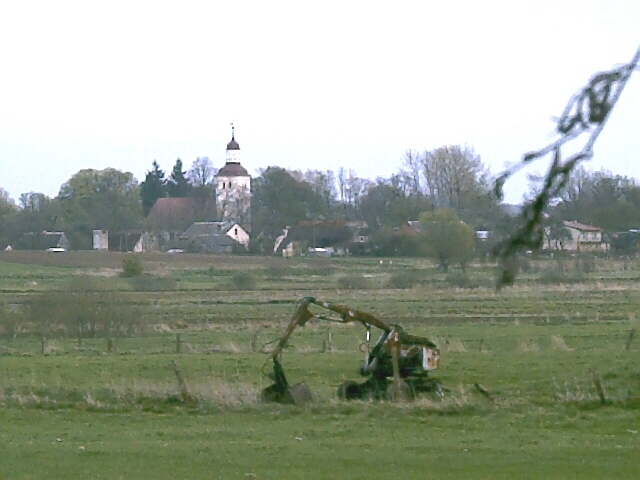
Kościół Matki Boskiej Częstochowskiej
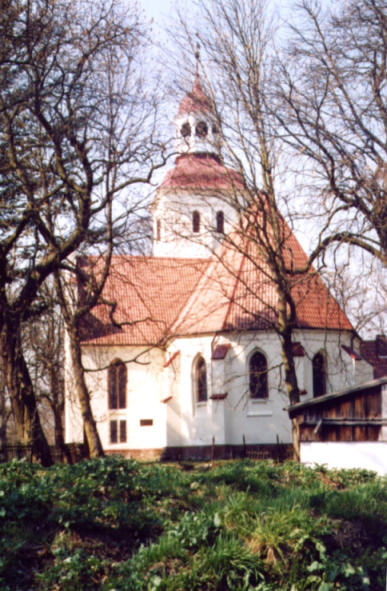
Widok od strony wschodniej
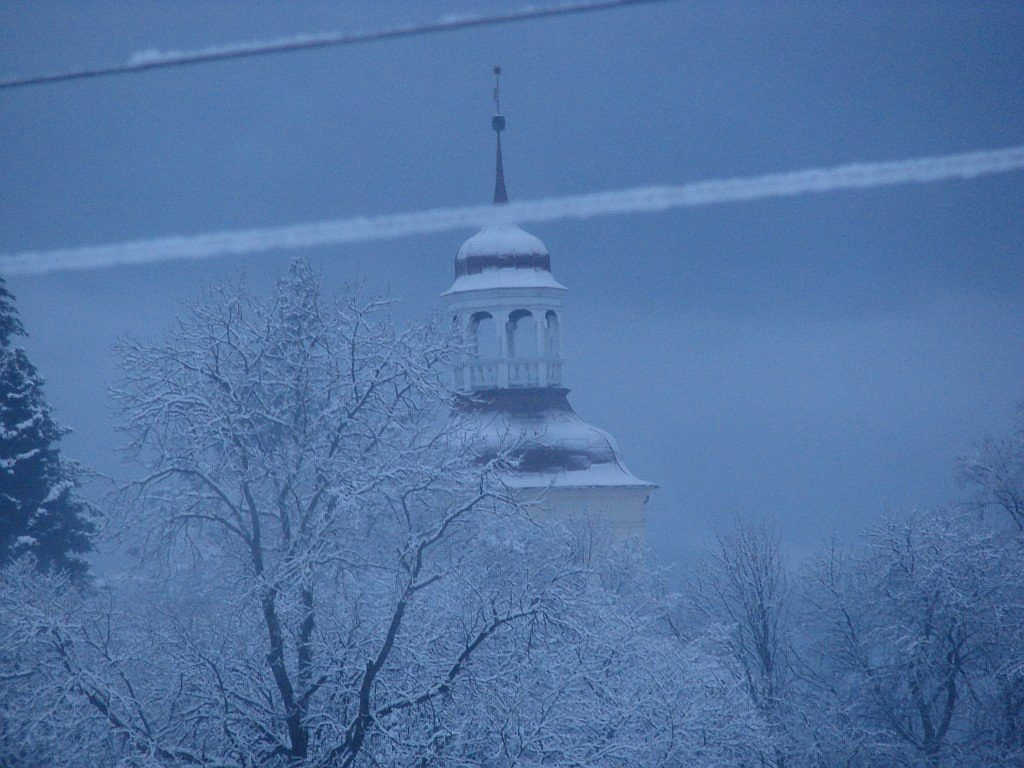
Wieża kościoła od południowej strony